# Прокудин, Дмитрий Александрович
Дмитрий Александрович Прокудин (макед. Дмитриј Прокудин, 1 августа 1984, Салават, Башкирская АССР, РСФСР, СССР) — российский и северомакедонский хоккеист, нападающий и защитник.

## Биография
Дмитрий Прокудин родился 1 августа 1984 года в городе Салават в Башкирии.
Начал заниматься хоккеем в Салавате.
Играл в российской второй лиге за «Алмаз» из Салавата (2003—2004, 2006—2009), «Креолит» из Кувандыка (2004—2005), «Алтай» из Североморска (2005—2006), «Айсберг» из Игрима (2009—2010). Сезон-2010/2011 провёл в первой лиге в составе «Сокола» из Новочебоксарска, провёл 21 матч, набрал 3 (1+2) очка. В сезоне-2011/2012 играл в РХЛ за «Янтарь» из Северска, в 15 матчах набрал 5 (2+3) очков. В сезоне-2012/2013 вернулся во вторую лигу, где защищал цвета «Девона» из Бавлы.
В 2013 году перебрался в Болгарию, где играл за «Айс Дэвилз» из Софии, но по ходу розыгрыша пополнил состав македонского «Металлурга» из Скопье, за который затем выступал в течение трёх сезонов в Балканской лиге и национальном чемпионате. Параллельно тренировал хоккеистов в Скопье.
В 2016 году вернулся в Россию, выступал во второй лиге за «Алмаз» из Салавата.
С 2018 года — играющий тренер «Эвереста» из Кохтла-Ярве в чемпионате Эстонии.
Провёл 8 матчей за сборную Республики Македония, в которых набрал 10 (8+2) очков, занимая по этому показателю 2-е место в истории команды, уступая только Юре Стопару. В 2018 году в её составе стал победителем международного турнира «Кубок развития».